# Loassonibba
Loassonibba är ett berg i Finland. Det ligger i Enontekis i landskapet Lappland, i den norra delen av landet, 1 000 km norr om huvudstaden Helsingfors. Toppen på Loassonibba är 1 181 meter över havet.
Terrängen runt Loassonibba är huvudsakligen lite kuperad.  Trakten runt Loassonibba är nära nog obefolkad, med mindre än två invånare per kvadratkilometer. Närmaste större samhälle är Kilpisjärvi, 18,8 km sydväst om Loassonibba. Trakten runt Loassonibba består i huvudsak av gräsmarker.